# 第五五一海軍航空隊
第五五一海軍航空隊（だい551かいぐんこうくうたい）は、日本海軍の部隊の一つ。絶対国防圏防衛の主力雷撃機隊として、太平洋戦争終盤に最前線で雷撃・爆撃・哨戒行動に従事した。

## 沿革
基地航空隊として整備完成を急いでいた第一航空艦隊の一翼を担う雷撃機隊の一つとして整備され、元山飛行場で編制された。絶対国防圏の策定に合わせ、一航艦のマリアナ諸島前進命令に従いマリアナ入り。以後、マリアナ諸島・パラオ諸島での機動部隊迎撃に投入された。
- 昭和18年（1943年）

9月1日　元山飛行場を原隊として司令部は元山で開隊。機体・搭乗員は第三三一海軍航空隊攻撃機隊を分離独立。
　　　　　　　　南西方面艦隊第二十八航空戦隊に所属(艦上攻撃機48機)。スマトラ島コタラジャ飛行場に進駐。
10月　　コタラジャ進出完了。天山24機を含め訓練開始。
　　　　　　　　　※雷撃訓練中に天山の強度不足が露見。ただちにシンガポールで修理開始。
11月　　天山4機でアンダマン諸島ポートブレア飛行場に進出。
- 昭和19年（1944年）

1月5日　天山隊は内南洋派遣。コタラジャには九七式艦上攻撃機隊が残留。
1月31日　天山26機を収容した海鷹シンガポール出港、2月11日トラック環礁着(飛行長は単独飛行で合流)。
2月16日　トラックに空襲警報。9機で索敵、会敵せず帰還。
2月17日　トラック大空襲。1日で18機喪失・9機テニアン島に脱出。
2月18日　引き続きトラック空襲。テニアンより6機出撃、会敵せず4機喪失。
2月28日　再編作業により天山4機投入。
3月4日　攻撃第二五一飛行隊に改変。第五八二海軍航空隊解散にともない九七艦攻6機編入。
4月　　　コタラジャより撤退。九七艦攻5機をトラックに移転。
4月25日　九七艦攻5機をペリリュー島に派遣。
4月30日　トラック島近海に敵機動部隊進出、航空戦と空襲で九七艦攻6・天山4喪失。トラックの残存艦攻1機のみに減少。
5月21日　パラオ駐留を断念、ペリリュー派遣隊3機、トラックに帰還。
6月1日　第一航空艦隊第二十二航空戦隊に編入。天山11機・九七艦攻1機をトラック島に集結。
6月15日　「あ号作戦」発動。天山全機で雷撃。19日まで連日攻撃。残存機1機のみとなる。
6月27日　最後の1機喪失。
7月5日　グァムの残存要員は、他の部隊が損傷放置した月光を修理のうえトラックまで飛行して本隊に合流。
7月10日　解隊
トラックとグァムを連日往復しながら敵機動部隊を攻撃し、文字通り最後の一兵まで戦い抜いて全機を失った。地上要員の多くがトラックに移っていたため、終戦の時まで孤立したまま自給生活をし続けた。

## 主力機種
- 天山

## 歴代司令
- 菅原英雄（昭和18年9月1日 -）
- 高橋勝（昭和19年4月1日 - 昭和19年7月10日解隊）